# Otinielu Tausi
Otinielu Tauteleimalae Tausi est un homme politique tuvaluan.
Il est élu une première fois député au Fale i Fono (le Parlement national) lors des élections de 1989. Il n'y a pas de partis politiques aux Tuvalu, et il siège donc sans étiquette. Le 10 décembre 1993 il est nommé vice-Premier ministre par le Premier ministre Kamuta Latasi. Il démissionne de ce poste en décembre 1996 et rejoint l'opposition, protestant contre la volonté du gouvernement de changer le drapeau national, et contre la location de l'indicatif téléphonique des Tuvalu à une compagnie étrangère l'employant pour des services de téléphone rose. Tausi exerce par la suite la présidence du Parlement de 2003 à 2007. 
Après vingt-et-un ans au Parlement, il perd son siège de député lors des élections législatives de 2010, puis le retrouve à l'occasion d'une élection partielle le 14 janvier 2014. Son élection consolide la majorité parlementaire du Premier ministre Enele Sopoaga, et Tausi est élu président du Parlement au mois de mars. Il conserve son siège de député aux élections législatives de 2015, ainsi que la présidence du Parlement, mais les perd aux élections de 2019.